# Florian Mohr
Florian Mohr (Amburgo, 25 agosto 1984) è un ex calciatore tedesco, di ruolo difensore.